# Eckartcollege
Het Eckartcollege is een school voor mavo (vmbo-t), havo en vwo (atheneum en technasium) in Eindhoven in het stadsdeel Woensel. De school staat onder het bestuur van de vereniging Ons Middelbaar Onderwijs (OMO).

## Naamgeving
De scholengemeenschap is genoemd naar de vroeger zelfstandige gemeente Eckart, nu een buurt in de gemeente Eindhoven.

## Geschiedenis
Op 1 januari 1967 werden aan de Argonautenlaan de eerste lessen aan 119 leerlingen gegeven in deze 
dependance van het toenmalige Van der Puttlyceum. 14 docenten waaronder conrector P.J.C. van der Grinten verhuisden mee. 
Op 1 augustus 1968 wordt Paul van der Grinten rector van de nog naamloze verzelfstandigde dependance. Eind 1968 werd voor de naam Eckartcollege gekozen.
In 1971 fuseerde het Eckartcollege met de Mavo Sint Thomas van Acquino.
27 juni 1989 ontstond er grote commotie. Het bestuur van Ons Middelbaar Onderwijs had besloten om het zieltogende Van der Puttlyceum te verplaatsen naar Nuenen en te onderzoeken of een toekomstige fusie met de Scholengemeenschap Nuenen mogelijk was. Een mogelijk daaruit voortkomende scholengemeenschap voor vmbo, havo, atheneum en gymnasium in Nuenen zou het Eckartcollege de helft van de leerlingen en 40 banen kosten.
Het Van der Puttlyceum verkeerde al langer in problemen, er was al eerder sprake van een fusie met het Eckartcollege.
Het Eckartcollege eiste van het OMObestuur het terugdraaien van die beslissing. De strijd werd met wisselde kansen op meerdere fronten gestreden. Na anderhalf jaar viel de beslissing: het Van der Puttlyceum wordt opgeheven.

## Het huidige Eckartcollege
Het Eckartcollege is een school voor mavo, havo en vwo. Als enige school in de omgeving heeft het Eckartcollege een Technasium. Voor de mavo-afdeling biedt de school een met het Technasium vergelijkbaar programma aan onder de naam Bèta Challenge Programma. Het Eckartcollege biedt een traject aan voor meer- en hoogbegaafde leerlingen in de onderbouw dat bekend staat als de masterclass. Verdere speerpunten van het Eckartcollege zijn de havokansklas en begaafdheidprofielschool. In 2015 zijn er ongeveer 1650 leerlingen.
Het Eckartcollege vormt in formele zin één school met het Nuenens College. Het Eckartcollege en Nuenens College vallen onder het bestuur van Ons Middelbaar Onderwijs te Tilburg. Eindverantwoordelijk schoolleider is rector Claire Arts.

## Bekende (oud-)leerlingen
- Floris Bosma, gitarist en acteur
- Jeroen Dijsselbloem, politicus en burgemeester van Eindhoven
- Sophie Hilbrand, presentatrice
- Tanja Jess, actrice
- Tommie van der Leegte, voetballer
- Ricardo Moniz, voetballer en voetbaltrainer
- Roel Reiné, filmregisseur en producent
- Rik Smits, basketballer